# 紗羅まひろ
紗羅 まひろ（さら まひろ）は、日本の漫画家。
小学館の『少女コミック』にて『恋の飼い方』、『天然妄想使用中』等の作品を発表後、2005年12月、『ChuChu』（小学館）へと移籍。
『ChuChu』2006年1月号にて「聖ワルキューレ同盟」の連載を開始したが、第1話の掲載のみで突如連載中止となる。この連載中止について、小学館側からは具体的な理由は何も説明されず、その後も紗羅が『ChuChu』に復帰することは二度となかった。
その一方で、『ChuChu』2006年2月号が発売される以前に、紗羅は小学館を去る真実の理由をファンレターの返事でのみ語った（紗羅によると実際に小学館を去ったのは2005年の12月である）。それによると、デビュー当時から三人の担当者に何度も到底理解しがたい言葉の数々、行動を繰り返され、そのつど不満や自分の先行きに不安が募っていったためである。さらにその理由の一つに、「悪循環だとわかっていても、無難な作家を残していくしかない」という担当者の言葉、編集部のやり方があった、と語っている。
「何度でも他の出版社さんに漫画を投稿して、出直そうと思っている」と語った紗羅は、その後、講談社の『なかよしラブリー』2007年3月春の号にて読み切りを発表。しかしこれ以降、現在に至るまで新たな作品の発表は見られていない。

## 刊行作品
全て小学館の『フラワーコミックス』より刊行
- 恋の飼い方
- 天然妄想使用中
- 挑発ベイビー

### オムニバス作品
- 誘惑〜逆らえない欲望〜